# Madoc (Ontario)
Madoc es un municipio canadiense situado en la provincia de Ontario.

## Superficie
Madoc tiene una superficie de 274,58 km².

## Demografía
En 2021, tenía 2233 habitantes, una densidad poblacional de 8,1 hab./km², y 934 viviendas.